# Cymbelstjärna

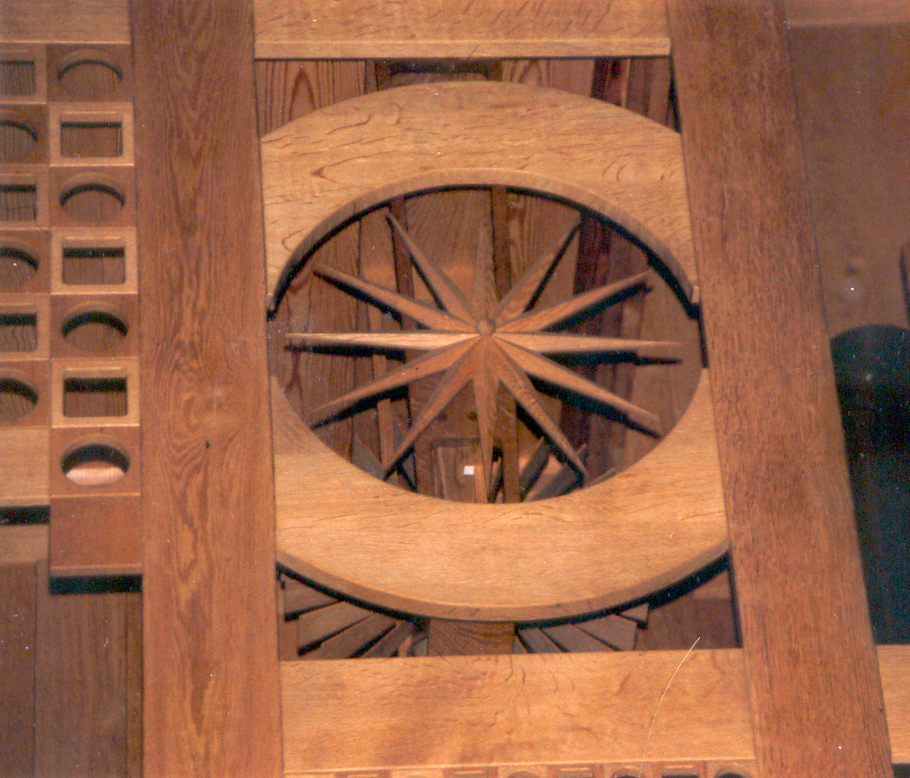
Rohlf-Orgelns cymbelstjärna i Gundelfingen

Cymbelstjärna (tyska: Zimbelstern eller Cymbelstern; franska: Étoile Sonore) är ett mekaniskt biregister i piporgeln, placerat i dess fasad.
Cymbelstjärnan består i regel av små klockor utan bestämd tonhöjd (bjällror). Klockorna ljuder genom att en axel sätts i rörelse av luft från bälgverket. I fasaden sitter en eller ibland två stjärnor som roterar när cymbelklockorna ljuder.
Cymbelstjärnor är kända redan från medeltiden och var vanliga i orglar i norra Europa, särskilt i Tyskland, från 1500-talet och framöver under barocken. Efter att ha varit förbisedda under 1800-talet och i början av 1900-talet har cymbelstjärnor åter blivit en företeelse i moderna orglar.

## Exempel på orglar med cymbelstjärnor
- Orgeln i Norrmalmskyrkan, Stockholm
- Orgeln i Katherinenkirche, Hamburg, Tyskland (1543): 2 Cimbelstern
- Orgel i Gavnø slotskapel, Danmark (omkring 1770): Cymbelstjerne
- Orgeln i Simtuna kyrka, Fjärdhundra församling.
- Orgel i St. Jacobi, Lüdingsworth (1683). Georg Wilhelm Wilhelmy bytte 1796-1798 ut Cimbelstern mot "Harmonisch Glocken"
- Orgeln i Kinna kyrka, Kinna församling, Göteborgs stift (1935)
- Orgeln i Sävars kyrka, Luleå stift (1976)
- Orgeln i Norrfjärdens kyrka, Luleå stift (1997)
- Orgeln i Sankt Ansgars kyrka i Uppsala (2002)
- Orgeln i Herz-Jesu-kirche, München (2004): Cimbelstern kräftig (stark) och Cimbelstern leise (svag)
- Orgeln i Schärding, Österrike (2004): Cimbelstern.
- Orgeln i Heliga Trefaldighets kyrka, Arboga, Västerås stift
- Orgeln i Mariakyrkan, Umeå, Luleå stift (2015)